# روبین سیموویچ
روبین سیموویچ (انگلیسی: Robin Simović؛ زادهٔ ۲۹ مهٔ ۱۹۹۱) بازیکن فوتبال کروات‌تبار اهل سوئد است.
از باشگاه‌هایی که در آن بازی کرده است می‌توان به باشگاه فوتبال هلسینگبورگس، باشگاه فوتبال مالمو، و باشگاه فوتبال ناگویا گرامپوس اشاره کرد.